# Wien Universitet for Anvendt Kunst
Universitet for Anvendt Kunst (tysk: Die Universität für angewandte Kunst eller uformelt die Angewandte) i Wien er et universitet for billedkunst og mediekunst, arkitektur og andre anvendte kunstformer som grafisk design, industridesign og modedesign. Hovedbygningen er beliggende i 1. bezirk på Oskar-Kokoschka-Platz som nabo til Museum für angewandte Kunst.
På universitetet findes en optagelseskvote og der er optagelseskrav for at blive indmeldt.
Universitetet blev grundlagt i 1867 og opnåede status som universitet i 1970.

| Skole | Spire Denne artikel om en skole, en uddannelsesinstitution eller uddannelse er en spire som bør udbygges. Du er velkommen til at hjælpe Wikipedia ved at udvide den. |

48°12′30″N 16°22′56″Ø / 48.208419°N 16.382219°Ø